# Ölzeug

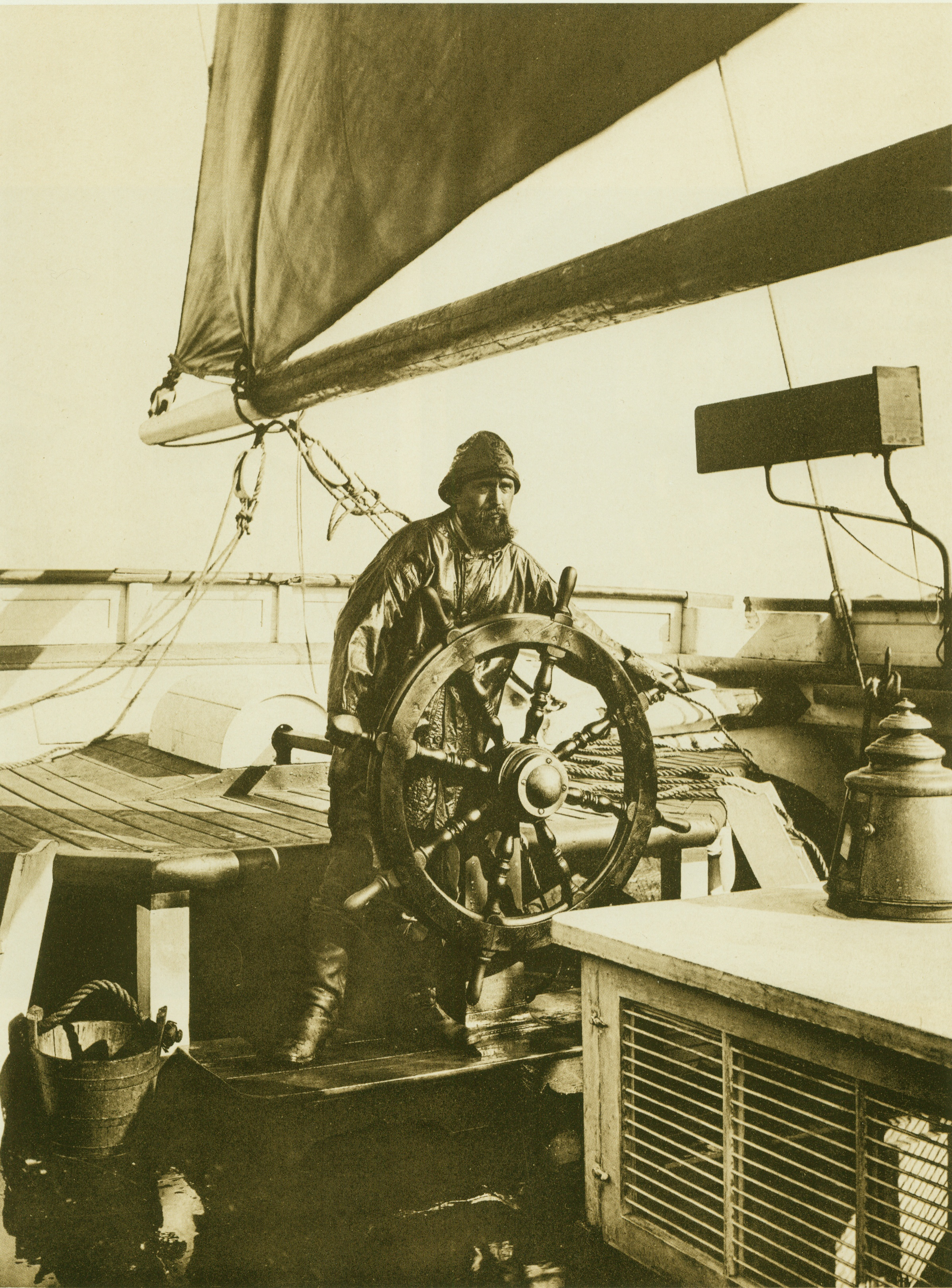
Rudergänger in Ölzeug Ende des 19. Jahrhunderts.

Ölzeug (engl.: Oilskin) bezeichnet wetterfeste Oberbekleidung in der Seefahrt, die den Träger vor Nässe und Wind schützen soll.
Ursprünglich wurde diese Kleidung aus Öltuch hergestellt, einem Leinen- oder Baumwollstoff, dessen Oberfläche mit einem trocknenden Öl, oftmals Leinöl, imprägniert wurde, um ihn wasserdicht zu machen. Um die Wasserdichtheit zu erhalten, war eine regelmäßige Nachbehandlung mit Öl oder Wachs notwendig. Ab Mitte des 19. Jahrhunderts wurde auch Kautschuk zum Abdichten des Gewebes genutzt.
Mit der Erfindung der Vulkanisation durch Charles Goodyear konnten erstmals dauerhaft wasserdichte und stabile Textilien mit Gummibeschichtung gefertigt werden. Mit dem Aufkommen synthetischer Kunststoffe wie PVC im 20. Jahrhundert kam das gummierte Gewebe wieder aus der Mode, da PVC leichter und beständiger gegen Teer, Öl und Fett war.
Obwohl die Kleidungsstücke für Seeleute heutzutage aus modernen synthetischen Stoffen (meist aus Mikrofasern wie zum Beispiel Gore-Tex oder Sympatex) gefertigt werden, hat sich teilweise noch der alte Name Ölzeug für Seglerbekleidung erhalten. 
Ölzeug wird in verschiedene Klassen unterteilt. Man unterscheidet zwischen leichtem Ölzeug, das zwar wasserdicht, aber atmungsaktiv ist, und schwerem Ölzeug, das aus stärkeren Materialien gefertigt wird. Dabei werden auf eine Membran auf zwei Seiten Stoffe laminiert.
In Australien wird heute noch Regenbekleidung für Reiter aus Öltuch gefertigt, die unter dem Firmennamen Driza-Bone national bekannt ist.
Eine typische Kopfbedeckung für Segler aus Öltuch wird Südwester genannt, ein Hut mit breiter Krempe zum Ableiten des Regens.

## Quelle
- Joachim Schult: Segler-Lexikon. Delius-Klasing-Verlag, Bielefeld 2008, ISBN 978-3-7688-1041-8; Stichwort Ölzeug.